# Овендо (Південна Кароліна)
Овендо (англ. Awendaw [ˈɔːwɪndɔː]) — місто (англ. town) в США, в окрузі Чарлстон штату Південна Кароліна. Населення — 1399 осіб (2020).

## Географія
Овендо розташоване за координатами 32°58′40″ пн. ш. 79°38′34″ зх. д. / 32.97778° пн. ш. 79.64278° зх. д. (32.977874, -79.642789).  За даними Бюро перепису населення США в 2010 році місто мало площу 25,06 км², з яких 24,53 км² — суходіл та 0,53 км² — водойми.

### Клімат
| Клімат : Овендо                            | Клімат : Овендо | Клімат : Овендо | Клімат : Овендо | Клімат : Овендо | Клімат : Овендо | Клімат : Овендо | Клімат : Овендо | Клімат : Овендо | Клімат : Овендо | Клімат : Овендо | Клімат : Овендо | Клімат : Овендо | Клімат : Овендо |
| Показник                                   | Січ.            | Лют.            | Бер.            | Квіт.           | Трав.           | Черв.           | Лип.            | Серп.           | Вер.            | Жовт.           | Лист.           | Груд.           | Рік             |
| Середній максимум, °C                      | 15,0            | 17,1            | 20,9            | 24,7            | 28,4            | 31,3            | 32,8            | 32,0            | 29,4            | 25,1            | 21,0            | 16,4            | 24,5            |
| Середній мінімум, °C                       | 3,4             | 5,1             | 8,4             | 12,1            | 16,9            | 21,2            | 23,1            | 22,7            | 19,9            | 14,1            | 8,9             | 4,8             | 13,4            |
| Середня кількість сонячних годин на місяць | 179,8           | 189,3           | 244,9           | 276,0           | 294,5           | 279,0           | 288,3           | 257,3           | 219,0           | 223,2           | 189,0           | 170,5           | 2810            |
| Норма опадів, мм                           | 94              | 75              | 94              | 74              | 77              | 143             | 166             | 182             | 155             | 95              | 62              | 79              | 1295            |
| Днів з опадами                             | 9,5             | 8,6             | 7,9             | 7,7             | 7,8             | 11,9            | 13,0            | 13,2            | 10,0            | 7,3             | 7,0             | 8,7             | 112,6           |
| Днів зі снігом                             | 0,1             | 0,1             | 0               | 0               | 0               | 0               | 0               | 0               | 0               | 0               | 0               | 0,2             | 0,4             |
| ------------------------------------------ | --------------- | --------------- | --------------- | --------------- | --------------- | --------------- | --------------- | --------------- | --------------- | --------------- | --------------- | --------------- | --------------- |
| Джерело: NOAA, HKO (sun only, 1961–1990)   |                 |                 |                 |                 |                 |                 |                 |                 |                 |                 |                 |                 |                 |

## Демографія
Згідно з переписом 2010 року, у місті мешкали 1294 особи в 505 домогосподарствах у складі 371 родини. Густота населення становила 52 особи/км².  Було 562 помешкання (22/км²).
Расовий склад населення:
| - 57,7 % — чорних або афроамериканців - 40,9 % — білих - 0,3 % — азіатів |

До двох чи більше рас належало 1,0 %. Частка іспаномовних становила 0,9 % від усіх жителів.
За віковим діапазоном населення розподілялося таким чином: 19,4 % — особи молодші 18 років, 65,2 % — особи у віці 18—64 років, 15,4 % — особи у віці 65 років та старші. Медіана віку мешканця становила 45,3 року. На 100 осіб жіночої статі у місті припадало 97,6 чоловіків;  на 100 жінок у віці від 18 років та старших — 96,8 чоловіків також старших 18 років.
Середній дохід на одне домашнє господарство  становив 60 401 долар США (медіана — 38 500), а середній дохід на одну сім'ю — 70 712 долари (медіана — 49 306). Медіана доходів становила 37 292 долари для чоловіків та 28 482 долари для жінок. За межею бідності перебувало 24,7 % осіб, у тому числі 36,1 % дітей у віці до 18 років та 29,9 % осіб у віці 65 років та старших.
Цивільне працевлаштоване населення становило 614 осіб. Основні галузі зайнятості: освіта, охорона здоров'я та соціальна допомога — 31,8 %, науковці, спеціалісти, менеджери — 18,4 %, роздрібна торгівля — 8,8 %, мистецтво, розваги та відпочинок — 8,8 %.